# Atlas Copco
A Atlas Copco é uma empresa multinacional sueca. Foi fundada em 1873 com o nome AB Atlas, tendo tido depois o nome AB Atlas Diesel entre 1917 e 1956, ano em que mudou de novo o nome para a forma atual Atlas Copco AB. A empresa é altamente especializada nos campos da técnica de compressores e ferramentas pneumáticas, da instalações e equipamentos de mineração e da técnica industrial. Tem a sua sede em Estocolmo.

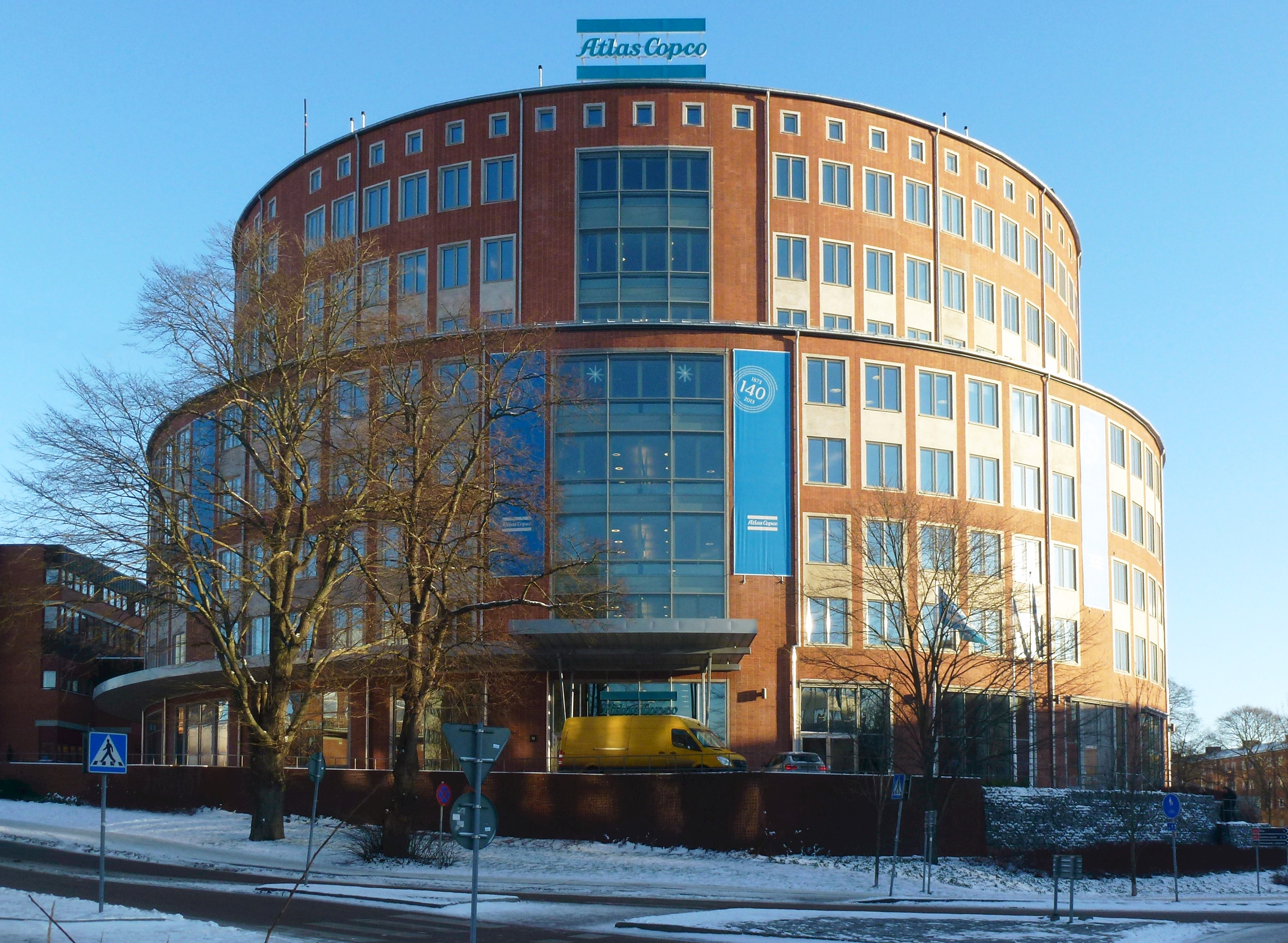
Escritório central da Atlas Copco em Nacka, 2014

Máquinas da Atlas Copco
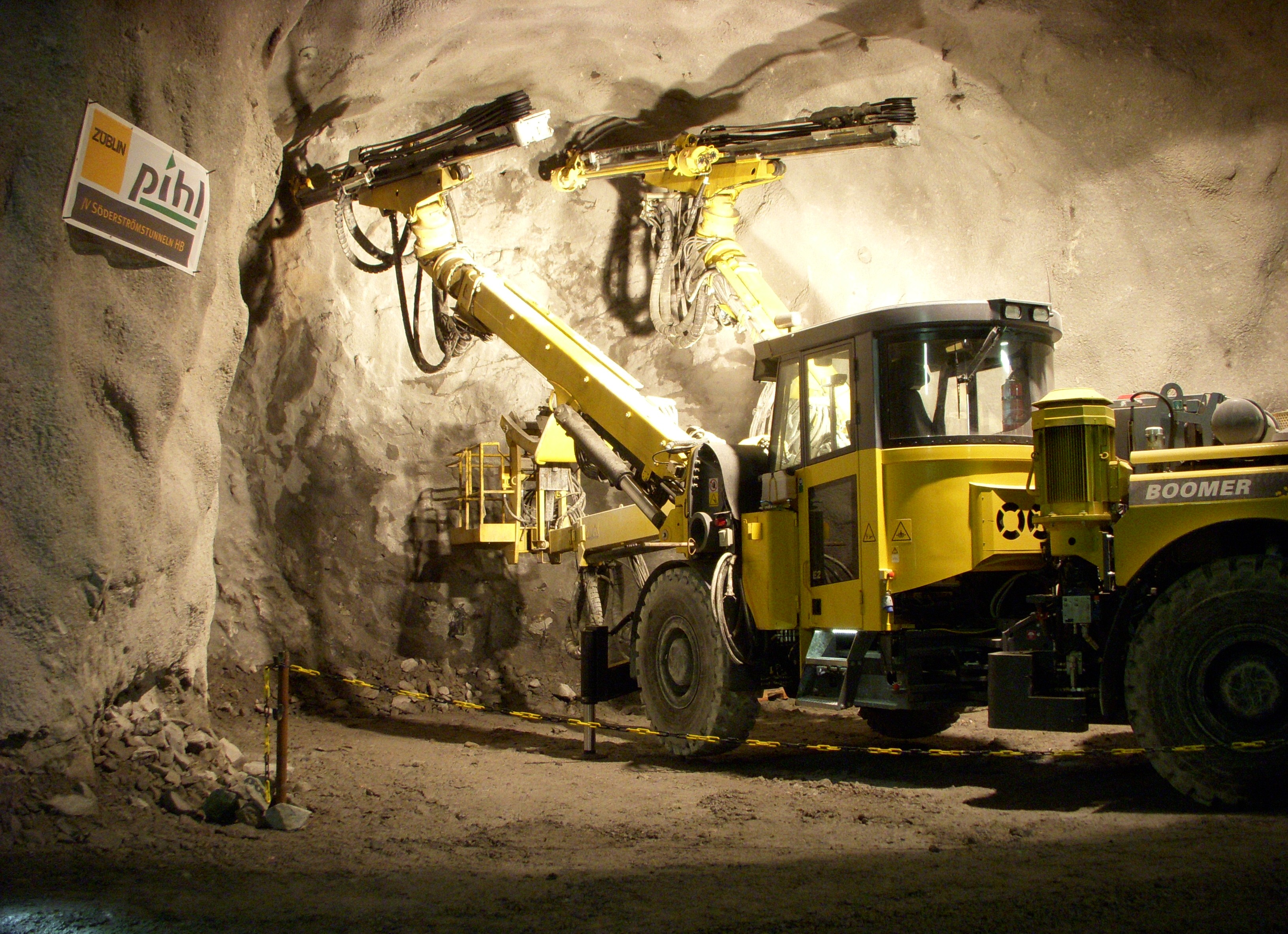
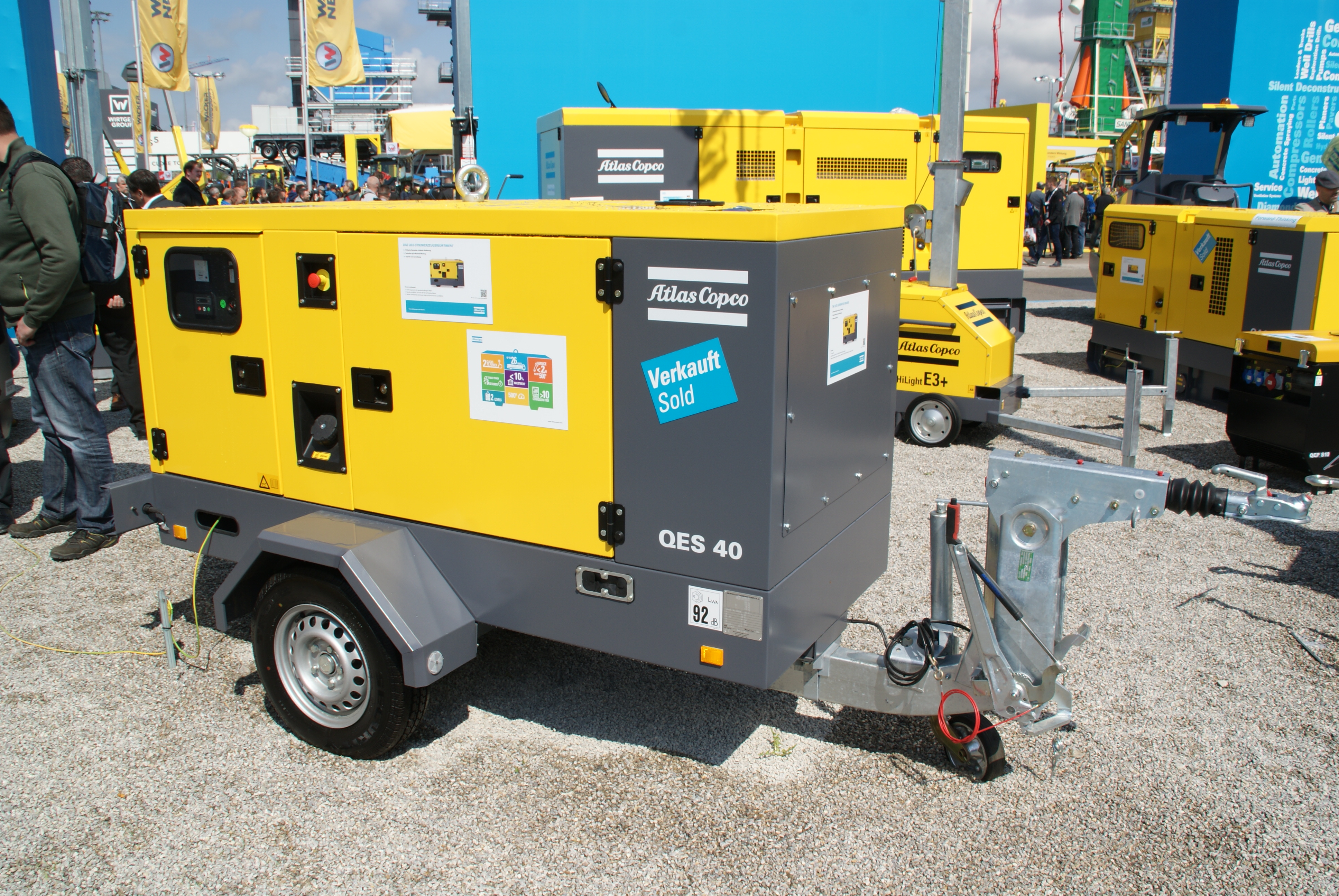
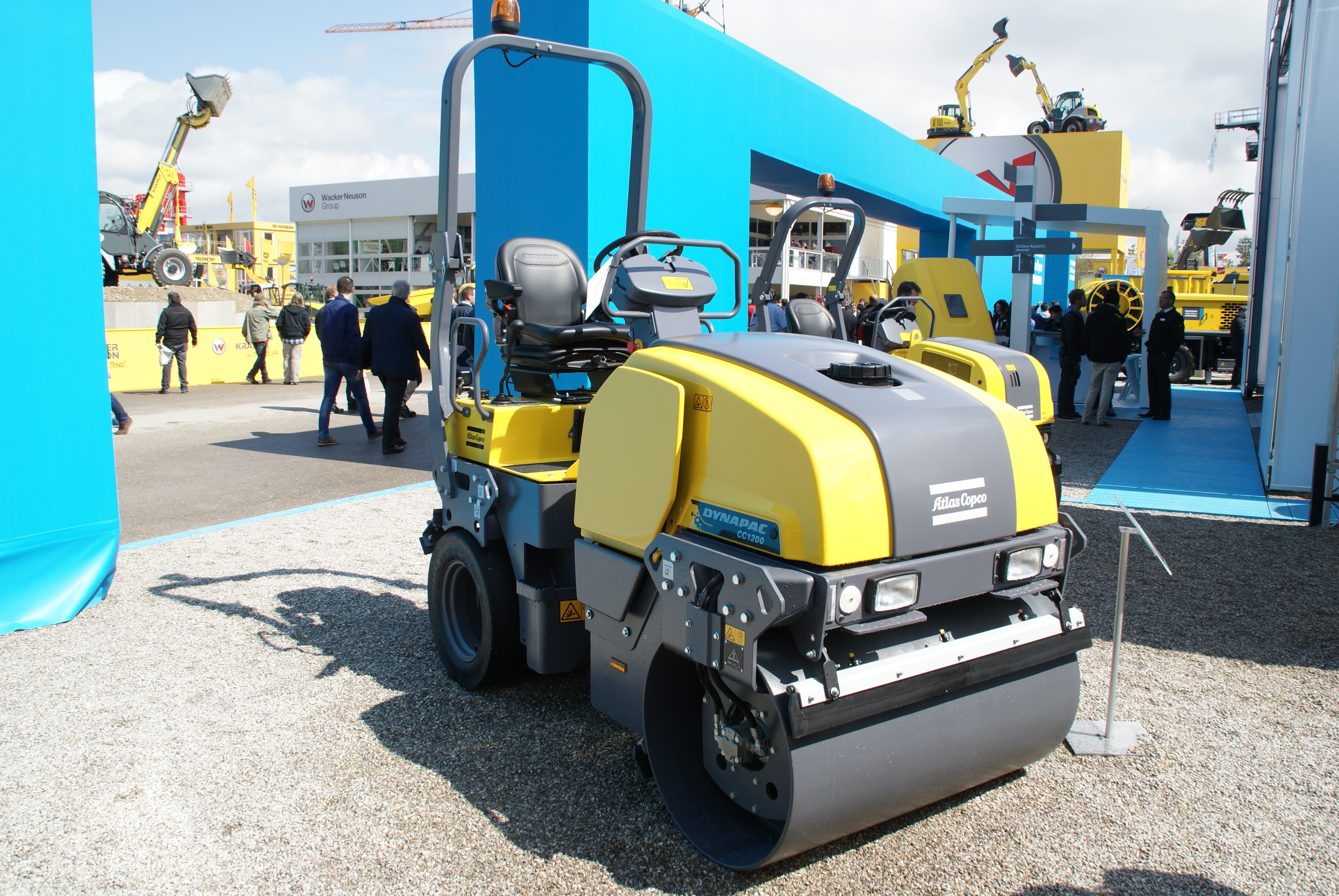
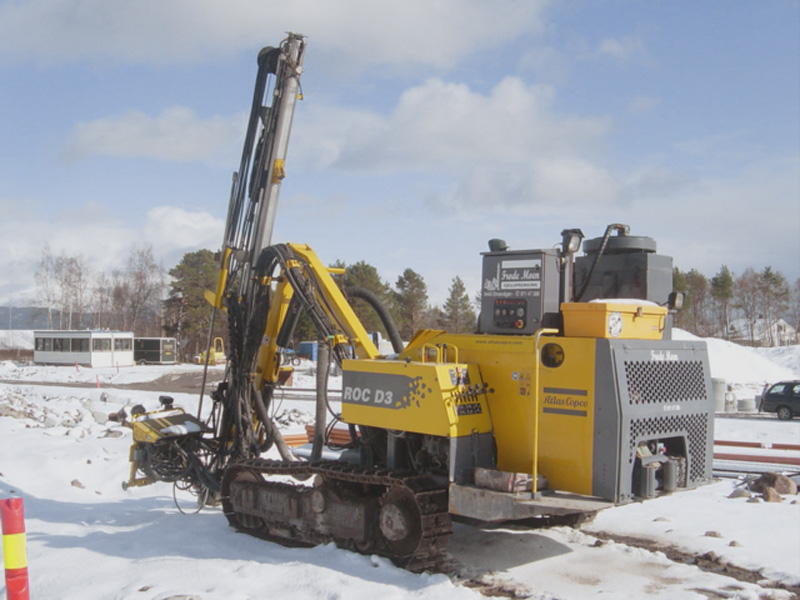